# Antipathes ternatensis
Antipathes ternatensis is een Antipathariasoort uit de familie van de Antipathidae. De wetenschappelijke naam van de soort is voor het eerst geldig gepubliceerd in 1896 door Schultze.